# Johnny Tsunami
Johnny Tsunami este un film din anul 1999, cu Brandon Baker în rolul principal. Regia îi aparține lui Steve Boyum, iar premiera originală a avut loc în Statele Unite, pe data de 24 iulie 1999, la Disney Channel. 
În România, premiera a avut loc pe 13 iunie 2010, la Disney Channel România.

## Distribuție
- Cary-Hiroyuki Tagawa - Johnny Tsunami
- Brandon Baker - Johnny Kapahaala
- Mary Page Keller - Melanie
- Yuji Okumoto - Pete
- Lee Thompson Young - Sam Sterling
- Cylk Cozart - Sgt. Sterling
- Kirsten Storms - Emily
- Zachary Bostrom - Brett
- Gregory Itzin - Headmaster Pritchard
- Taylor Moore - Jake
- Anthony DiFranco  Eddie
- Steve Van Wormer - Randy
- Noah Bastian - Aaron
- Gabriel Luque - Matt
- Anne Sward - Domnișoara Arthur